# Jamgurči Astrahanski
Jamgurči (tatarsko  Yamğurçı, Jamgurči, rusko  Ямгурчи, Jamgurči) je bil leta 1546-1547, 1549 in 1552-1554 kan Astrahanskega kanata, * ni znano, † 1555.
Na oblast je prišel s pomočjo nogajskih mirz. Po izgonu ruskega varovanca Derviša  Alija, ki se je zatekel v Zvenigorod, se je soočil s carjem Ivanom Groznim in izrazil željo, da bi mu služil.  Kmalu zatem je med carjevo  kampanjo  na Kazan prestopil na nasprotno stran  in leta 1551 ugrabil ruskega veleposlanika Ivanova.
Nogajci so kot ruski zavezniki od carja zahtevali, da jih zaščiti pred Jamgurčijem in na njegovo mesto postavi  proruskega Derviša Alija. Ivan Grozni je proti astrahanskemu kanu poslal 30.000 vojakov pod poveljstvom vojnega kneza Jurija Ivanoviča Pronskega-Šemjakina. Ruska vojska je leta 1554 porazila Jamgurčija in ga prisilila na beg iz Hadžitarhana v Nogajsko hordo, kjer so ga  usmrtili. 
Ilustrirana kronika Ivana Groznega omenja, da so Jamgurčijevo ženo – carico  ruski vojaki ujeli in odpeljali v Moskvo.  Njegova mlajša žena, Eljakši, je bila noseča in je v Moskvi rodila sina. Carjeviča so krstili za Petra in ga kot Uljanova poročili Zaharijo Pleščejevo.

## Vir
- Ямгурчей, царь астраханский. Энциклопедический словарь Брокгауза и Ефрона: в 86 т. (82 т. и 4 доп.). СПб., 1890—1907.

| Jamgurči Astrahanski Тukaj-Timuridi (Аhmedoviči) |                                    |                       |
| Vladarski nazivi                                 |                                    |                       |
| Predhodnik: Ak Kubek                             | Kan Astrahanskega kanata 1546–1547 | Naslednik: ?          |
| Predhodnik: ?                                    | Kan Astrahanskega kanata 1549      | Naslednik: Derviš Ali |
| Predhodnik: Derviš Ali                           | Kan Astrahanskega kanata 1554–1556 | Naslednik: Derviš Ali |